# Neudold Júlia
Neudold Júlia (Budapest, 1982 –) magyar színésznő, gyógypedagógus, rendező, kurátor, jelmez- és díszlettervező. 

## Életpályája
Gyermekkorát Balatonfüreden töltötte. A Fazekas Mihály Gimnáziumban érettségizett. Előbb a Budapesti Műszaki Főiskola terméktervező szakán végzett, majd 2007-2012 között a Színház- és Filmművészeti Egyetem színművész szakát is elvégezte ahol osztályfőnöke Máté Gábor és Dömötör András volt. A képzés ötödik évét ösztöndíjjal Berlinben töltötte. Később az ELTE Bárczi Gusztáv Gyógypedagógiai Karának pszichopedagógia és logopédia szakán is tanult. Az Örkény Színház "IRAM" nevű projektjének megálmodója és vezetője.
2014-től a Színház- és Filmművészeti Egyetem doktorandusz hallgatója, 2017-ben abszolutóriumot szerzett.

## Színházi szerepei
- Főnix Színház
  - Az angyalok nem sírnak (jelmez, díszlet) – bemutató: 2006. október 24.
  - Lélegzetvisszafojtva (jelmez, díszlet) – bemutató: 2007. január 26.
  - Piroska és a farkas (jelmez, díszlet) – bemutató: 2007. április 3.
  - A funtineli boszorkány (díszlet) – bemutató: 2008. október 11.
  - Tempefői (jelmez, díszlet) – bemutató: 2010. március 12.
- Ódry Színpad
  - McDonagh-gyakorlatok (Mamus)
  - A hülyéje (Mme Pontagnac, Armandine)
  - Túl a Maszat-hegyen (színész) – bemutató: 2009. október 7.
  - Gyurma (színész) – bemutató: 2010. május 28.
  - Félelem és macskajaj a Harmadik Birodalomban (színész) – bemutató: 2010. november 20.
  - PENGEél (Willa, vmint jelmez, díszlet) – bemutató: 2011. február 12.
  - Ágytörténetek (Szivárványszínű szoba szereplője) – bemutató: 2011. április 2.
  - Szüleink szexuális neurózisai (jelmez) – bemutató: 2011. október 2.
- Katona József Színház
  - A szerelem diadala (Udvarhölgy) – bemutató: 2010. április 23.
- Örkény István Színház
  - Hamlet – bemutató:  2014. március 21.
  - Mesél a bécsi erdő – bemutató: 2016. március 18.

## Filmes és televíziós szerepei
- HHhH – Himmler agyát Heydrichnek hívják (2017)
- Joy Division (2006)